# Ganjuwa
Ganjuwa è una città della Repubblica Federale della Nigeria appartenente allo Stato di Bauchi. 
È il capoluogo dell'omonima area a governo locale (local government area) che conta una popolazione di 280.486 abitanti.